# 2008 في التشيك
فيما يلي قوائم الأحداث التي وقعت خلال عام 2008 في التشيك.

## سياسة

### تعيين في المنصب
- 25 أكتوبر – فوجتش آدم عضو برلمان التشيك ‏.

## رياضة
- 1 يناير – جائزة التشيك الكبرى للدراجات النارية 2008

## أفلام
من الأفلام التي صدرت هذه السنة في التشيك:
- 20 مارس – بلد المعلم من إخراج Bohdan Sláma [الإنجليزية]‏.

## وفيات

### مارس
- 8 مارس – زدينكا ساميش (مواليد 1904)

### يونيو
- 12 يونيو – ميروسلاف دفوراك (مواليد 1951)